# Greg Casar
Gregorio Eduardo Casar (Houston, 4 de mayo de 1989) es un político estadounidense miembro del 35º distrito del Congreso de Texas en el Congreso de los Estados Unidos desde 2023, tras las elecciones a la Cámara de Representantes de los Estados Unidos de 2022.
Fue elegido concejal para el Concejo Municipal de Austin del distrito 4 en 2014, y reelegido en 2016 y 2020.
Casar es miembro del Partido Demócrata y fue respaldado por el Partido de las Familias Trabajadoras en su candidatura al Congreso. También es miembro de los Socialistas Democráticos de América.